# 宁波籍银行家列表
自从近代概念的银行和金融业在中国出现后，宁波地区走出了很多银行家。

## 历史背景
清朝末年，以严信厚为代表的宁波籍商人是南帮票号、南帮汇票业的代表。清末民初，宁波籍商人垄断钱庄业，创立了过帐制度（又称“过帐码头”），并向近现代银行转型。民国中后期，中国银行业中有著名的“宁波系”，如中国通商银行、四明银行等。民国时期，多位宁波籍金融人士在中央银行、国库局和各大银行中担任要职，如宋汉章、李思浩等。中华人民共和国成立后，不少宁波籍银行家又参与开拓了社会主义金融事业，如谢寿天、胡瑞荃、林震峰等。不少宁波籍银行家为台湾、香港的经济发展作出了卓著贡献，如俞国华、孙义宣等均为台湾经济腾飞的推手。并有数位宁波籍银行家闻名于国际金融界。

## 代表人物

### 国际
- 黄益平
- 金立群
- 王念祖 (联合国)

### 清末
| - 宋汉章 - 陈笙郊 - 谢纶辉 | - 朱葆三 - 严信厚 - 虞洽卿 | - 傅筱庵 - 叶星海 - 王铭槐 | - 王槐山 - 穆炳元 - 许春荣 | - 李维庆 |

### 民国
| - 赵家荪 - 宋汉章 - 盛竹书 - 胡孟嘉 - 叶琢堂 - 孙衡甫 | - 梁文臣 - 李思浩 - 秦润卿 - 俞佐庭 - 包玉刚 - 王伯元 | - 虞洽卿 - 童今吾 - 黄振世 - 周晋镳 - 林康侯 - 袁禮敦 | - 谢光甫 - 张迥伯 - 谢韬甫 - 徐青甫 - 毛懋卿 - 吳啟鼎 | - 徐圣禅 - 孫鶴皋 - 徐继庄 - 徐世章 - 叶叔眉 - 胡咏骐 | - 张章翔 - 林鸿赍 - 杨天受 - 董汉槎 - 贺得霖 - 傅品圭 | - 朱志尧 - 徐懋棠 - 周宗良 - 竺芝珊 - 李馥荪 - 徐庆云 | - 李祖恩 - 朱孔阳 |

### 大陆
| - 童赠银 - 庄晓天 - 谢旭人 | - 方诚国 - 胡平西 - 谢寿天 | - 王华庆 - 陆华裕 - 楼福卿 | - 胡瑞荃 - 林震峰 - 顾伟国 | - 沈日新 |

### 台湾
| - 俞国华 - 俞飞鹏 - 周宏藩 | - 周宏濤 - 陈师孟 - 孫義宣 | - 陈迟 - 应昌期 - 王惜寸 | - 蔡念祖 |

### 香港
- 包玉刚
- 王守业
- 徐大统